# Reinaldo Medina
Reinaldo de Jesús Medina (nacido en la década de 1930, Antioquia), fue un ciclista colombiano de ruta.

## Palmarés
1954
- Vuelta al Valle del Cauca (primera edición)[4]

1955
- 3º en la Vuelta a Colombia, más 1 etapa